# Xenocyprioides
A Xenocyprioides a sugarasúszójú csontos halakon belül a pontyfélék (Cyprinidae)családjába tartozó nem.

## Rendszerezés
A nembe az alábbi 2 faj tartozik:
- Xenocyprioides parvulus
- Xenocyprioides carinatus